# Marko Bašić
Marko Bašić (Zagabria, 25 maggio 1988) è un ex calciatore croato, di ruolo centrocampista.

## Carriera
Dopo aver giocato nel Kamen Ingrad, nel 2008 si trasferisce al Lugano, dove rimane per 7 stagioni diventando uno dei giocatori più importanti della squadra e trascinatore della promozione in Super League nella stagione 2014-2015.
Raggiunta la promozione con il Lugano, si trasferisce al Grasshoppers che lo acquista per 500.000 euro dopo una lunga trattativa.

## Statistiche

### Presenza e reti nei club
Statistiche aggiornate al 20 marzo 2016.
| Stagione            | Squadra             | Campionato          | Campionato | Campionato | Coppe nazionali | Coppe nazionali | Coppe nazionali | Coppe continentali | Coppe continentali | Coppe continentali | Altre coppe | Altre coppe | Altre coppe | Totale | Totale |
| Stagione            | Squadra             | Comp                | Pres       | Reti       | Comp            | Pres            | Reti            | Comp               | Pres               | Reti               | Comp        | Pres        | Reti        | Pres   | Reti   |
| ------------------- | ------------------- | ------------------- | ---------- | ---------- | --------------- | --------------- | --------------- | ------------------ | ------------------ | ------------------ | ----------- | ----------- | ----------- | ------ | ------ |
| 2006-2007           | Kamen Ingrad        | 1. HNL              | 1          | 0          | CC              | ?               | ?               | -                  | -                  | -                  | -           | -           | -           | 1      | 0      |
| 2007-2008           | Kamen Ingrad        | 2. HNL              | 16         | 0          | CC              | ?               | ?               | -                  | -                  | -                  | -           | -           | -           | 16     | 0      |
| Totale Kamen Ingrad | Totale Kamen Ingrad | Totale Kamen Ingrad | 17         | 0          |                 | ?               | ?               |                    | -                  | -                  |             | -           | -           | 17     | 0      |
| 2008-2009           | Lugano              | CL                  | 1          | 0          | CS              | 0               | 0               | -                  | -                  | -                  | -           | -           | -           | 1      | 0      |
| 2009-2010           | Lugano              | CL                  | 26+2       | 3+0        | CS              | 3               | 1               | -                  | -                  | -                  | -           | -           | -           | 31     | 4      |
| 2010-2011           | Lugano              | CL                  | 27         | 2          | CS              | 3               | 0               | -                  | -                  | -                  | -           | -           | -           | 30     | 2      |
| 2011-2012           | Lugano              | CL                  | 15         | 1          | CS              | 1               | 0               | -                  | -                  | -                  | -           | -           | -           | 16     | 1      |
| 2012-2013           | Lugano              | CL                  | 30         | 5          | CS              | 2               | 0               | -                  | -                  | -                  | -           | -           | -           | 32     | 5      |
| 2013-2014           | Lugano              | CL                  | 34         | 5          | CS              | 2               | 0               | -                  | -                  | -                  | -           | -           | -           | 36     | 5      |
| 2014-2015           | Lugano              | CL                  | 33         | 11         | CS              | 2               | 2               | -                  | -                  | -                  | -           | -           | -           | 35     | 13     |
| Totale Lugano       | Totale Lugano       | Totale Lugano       | 166+2      | 27+0       |                 | 13              | 3               |                    | -                  | -                  |             | -           | -           | 181    | 30     |
| 2015-2016           | Grasshoppers        | SL                  | 24         | 3          | CS              | 2               | 1               | -                  | -                  | -                  | -           | -           | -           | 26     | 4      |
| Totale carriera     | Totale carriera     | Totale carriera     | 207+2      | 30+0       |                 | 18              | 4               |                    | -                  | -                  |             | -           | -           | 227    | 34     |

## Palmarès

### Club

#### Competizioni nazionali
- Challenge League: 1

Lugano: 2014-2015